# رامل برادلي
رامل برادلي (بالإنجليزية: Ramel Bradley)‏ مواليد 5 فبراير 1985 في نيويورك، هو لاعب كرة سلة أمريكي. بدأ مسيرته الاحترافية في سنة 2008. يحمل الرقم 2. يبلغ طوله 6 قدم 2 بوصة (1.9 م). لعب كرة السلة الجامعية في جامعة كنتاكي. لعب مع جاي دي أيه ديجون وتورك تيليكوم.

## روابط خارجية
- رامل برادلي على موقع كرة السلة الأوروبية.كوم (الإنجليزية)
- رامل برادلي على موقع كلية كرة السلة في سبورتس رفرنس.كوم (الإنجليزية)
- رامل برادلي على موقع ريلجم (الإنجليزية)
- رامل برادلي على موقع بروبوليرز (الإنجليزية)
- رامل برادلي على موقع سبورتس رفرنس (الإنجليزية)